# Torre de So na Caçana
La Torre de So na Caçana és una torre del segle xiv d'Alaior, a Menorca. Es troba a la carretera que enllaça Alaior amb la calçada de Maó a Cala en Porter. Es troba just al costat del jaciment arqueològic del poblat talaiòtic de So na Caçana.
La torre és de base quadrada, que en desaparèixer el perill corsari i créixer les edificacions de l'explotació agrícola, va quedar a l'interior de les cases com en punts d'altres predis, la seva forma destaca clarament del conjunt. La terrassa es va cobrir i no es distingeixen els merlets. L'accés és fàcil, la carretera voreja la torre.